# Lac Sacacomie
Lac Sacacomie är en sjö i Kanada.   Den ligger i regionen Mauricie och provinsen Québec, i den sydöstra delen av landet, 230 km nordost om huvudstaden Ottawa. Lac Sacacomie ligger 271 meter över havet. Arean är 9,3 kvadratkilometer. Den sträcker sig 6,2 kilometer i nord-sydlig riktning, och 3,9 kilometer i öst-västlig riktning.
I omgivningarna runt Lac Sacacomie växer i huvudsak blandskog. Runt Lac Sacacomie är det mycket glesbefolkat, med 3 invånare per kvadratkilometer.